# Cantonul Clamecy
Cantonul Clamecy este un canton din arondismentul Clamecy, departamentul Nièvre, regiunea Burgundia, Franța.

## Comune
| Comune              | Populație (1999) | Cod poștal | Cod INSEE |
| ------------------- | ---------------- | ---------- | --------- |
| Armes               | 287              | 58500      | 58011     |
| Billy-sur-Oisy      | 413              | 58500      | 58032     |
| Breugnon            | 166              | 58460      | 58038     |
| Brèves              | 299              | 58530      | 58039     |
| Chevroches          | 146              | 58500      | 58073     |
| Clamecy             | 4.551            | 58500      | 58079     |
| Dornecy             | 553              | 58530      | 58103     |
| Oisy                | 294              | 58500      | 58198     |
| Ouagne              | 179              | 58500      | 58200     |
| Pousseaux           | 200              | 58500      | 58217     |
| Rix                 | 198              | 58500      | 58222     |
| Surgy               | 455              | 58500      | 58282     |
| Trucy-l'Orgueilleux | 229              | 58460      | 58299     |
| Villiers-sur-Yonne  | 272              | 58500      | 58312     |